# Roberto Fernando
Roberto Fernando, właśc. Roberto Fernando Frojuello (ur. 8 listopada 1937 w São Paulo, zm. 29 stycznia 2021 tamże) – brazylijski piłkarz występujący na pozycji napastnika.

## Kariera klubowa
Karierę piłkarską Roberto Fernando rozpoczął w klubie São Paulo FC w 1956 roku. Później grał w Guarani FC i chilijskim CSD Colo-Colo. W latach 1959–1960 ponownie grał w São Paulo FC. W 1961 roku wyjechał do Argentyny do River Plate, gdzie grał w latach 1961–1963. Karierę piłkarską zakończył w SE Palmeiras w 1966 roku. Z Palmeiras zdobył mistrzostwo stanu São Paulo – Campeonato Paulista w 1966 roku.

## Kariera reprezentacyjna
W reprezentacji Brazylii Roberto Fernando zadebiutował 26 maja 1960 w przegranym 2-4 meczu z reprezentacją Argentyny w Copa Julio Roca 1960. Drugi i ostatni raz w reprezentacji wystąpił 3 dni później w wygranym 4–1 meczu rewanżowym z Argentyną.